# 메르네이트
메르네이트(Merneith)는 이집트 제1왕조의 왕비이자 섭정이었다. 또한 여러 공식 기록에 비추어 볼 때 그녀는 파라오였을 가능성이 있다. 그녀는 아버지인 파라오 제르가 죽은 후 그녀의 형제이자 남편인 제트와 결혼해 왕비로 그를 보좌했다고 알려져 있다. 메르네이트는 기원전 2950년경에 이집트를 통치했는데, 얼마나 오랫동안 통치했는지는 알려져 있지 않다. 섭정을 했다고 기록되어 있는데 메르네이트의 묘를 보면 남자 파라오의 형식으로 지어져있고 남매인 제트보다 묘가 크고 아버지인 제르 곁에 묘가 있으며 파라오의 호칭으로 이름이 쓰여진 것으로 보아 당시 파라오로 즉위했을 가능성이 있다. 만약 메르네이트가 파라오였고 그녀에 앞서 네이트호테프가 파라오가 아니었다면, 하트셉수트가 아닌 그녀가 이집트 여성 최초의 파라오일 것이다.